# São Gabriel (Rio Grande do Sul)
São Gabriel è un comune del Brasile nello Stato del Rio Grande do Sul, parte della mesoregione del Sudoeste Rio-Grandense e della microregione della Campanha Central. La città ha dato i natali allo scrittore, giornalista e politico Alcides Maia.